# Davion Mintz
Davion Mintz (Gastonia, 30 juni 1998) is een Amerikaans basketballer.

## Carrière
Mintz speelde collegebasketbal voor de Creighton Bluejays van 2016 tot 2020. Zijn laatste seizoen bij de Bluejays zat hij uit. In 2020 ging hij spelen voor de Kentucky Wildcats en speelde er tot in 2022. In de NBA draft van 2022 werd hij niet gekozen in de NBA draft van dat jaar. Hij speelde echter wel in de NBA Summer League voor de Washington Wizards. Hij tekende daarna in september 2022 ook een contract bij de Wizards maar dat werd dezelfde maand nog ontbonden. Hij speelde hierna twee seizoenen lang voor de Capital City Go-Go.
In de zomer van 2024 speelde hij voor de Metros de Santiago. Hierna ging hij spelen voor de Belgische eersteklasser BC Oostende. Hij verliet Oostende in februari 2025. Hij speelde de rest van het seizoen bij het Duitse Würzburg Baskets.